# 호박죽

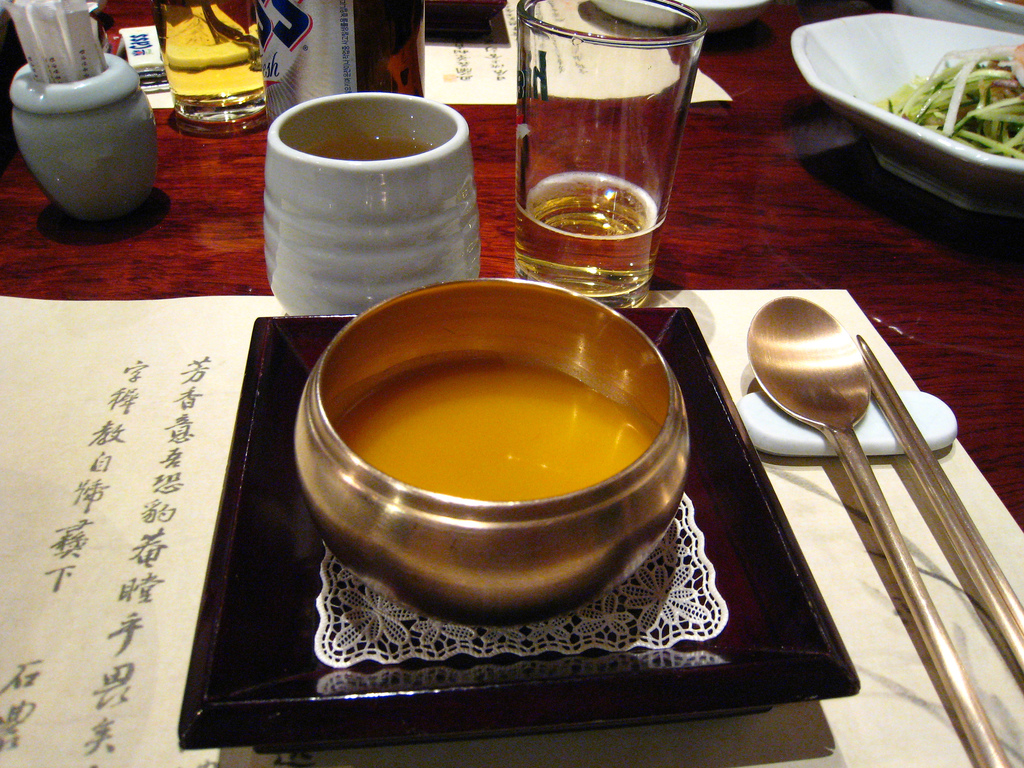
호박죽

호박죽（-粥）은 호박으로 만드는 죽류의 한국 요리이다. 카로틴이 풍부하고 비타민 B와 비타민 C도 풍부해서, 위염·위궤양·설사 등 소화기관에 병에 좋다. 

## 같이 보기
- 팥죽
- 잣죽
- 타락죽